# Sarah Hendrickson
Sarah Catherine Hendrickson (ur. 1 sierpnia 1994 w Salt Lake City) – amerykańska skoczkini narciarska, złota medalistka mistrzostw świata z 2013, srebrna i brązowa medalistka mistrzostw świata juniorów, zwyciężczyni pierwszego w historii konkursu Pucharu Świata kobiet (3 grudnia 2011 w Lillehammer) i pierwsza w historii zwyciężczyni klasyfikacji generalnej PŚ (2011/2012).
Była najmłodszą zawodniczką wybraną do U.S. Ski Team. Reprezentowała Park City Nordic Ski Club.

## Przebieg kariery

### Przed zawodami o Puchar Świata
W międzynarodowych zawodach organizowanych przez Międzynarodową Federację Narciarską zadebiutowała 16 lutego 2008 podczas konkursu Pucharu Kontynentalnego w Breitenbergu, zajmując dwudziestą czwartą pozycję. Do końca sezonu najlepszym osiągnięciem było zajęcie 11. miejsca w Schönwald im Schwarzwald. Podczas odbywających się w tym roku mistrzostw świata juniorek w Zakopanem zajęła 16. miejsce. W sezonie 2008/2009 wystartowała jedynie w siedmiu zawodach Pucharu Kontynentalnego: czterech w Ameryce Północnej (Park City, Whistler) oraz w lutowych zawodach odbywających się tuż przed mistrzostwami świata seniorek w Libercu. Poza niespodziewanym zwycięstwem w Zakopanem zajmowała miejsca w drugiej dziesiątce. Latem 2009 po raz pierwszy wystartowała w letniej edycji pucharu kontynentalnego, podczas którego dwukrotnie w Lillehammer stanęła na podium (2. i 3. miejsce), kończąc rywalizację w klasyfikacji generalnej na czwartym miejscu. W sezonie 2009/2010 po raz drugi w karierze stanęła na podium zimowej edycji pucharu kontynentalnego. Podczas odbywającego się w Villach konkursie zajęła trzecie miejsce. W tym sezonie zawodniczka zdobyła dotychczas jedyny medal mistrzostw świata juniorek. W odbywającym się w Hinterzarten konkursie zajęła trzecie miejsce. Latem wystartowała w czterech zawodach w niemieckich miejscowościach Oberwiesenthal i Bischofsgrün, podczas których tylko w jednych zawodach nie stanęła na podium. W sezonie 2010/2011 raz stanęła na podium. W norweskim Vikersund zajęła drugie miejsce. W rozgrywanych w Otepää mistrzostwach świata juniorek nie obroniła brązowego medalu, zajmując 18. miejsce. Miesiąc później w mistrzostwach świata seniorek zajęła 16. miejsce.

### 2011/2012
3 grudnia 2011 wystartowała w pierwszych zawodach Pucharu Świata kobiet w historii i od razu zwyciężyła, wyprzedzając drugą Coline Mattel o 29,3 punktu. Następne zawody odbyły się w Hinterzarten, gdzie zajęła 9. miejsce w pierwszym konkursie, a w drugim zwyciężyła, dzięki oddanym dwóm najdłuższym skokom w obu seriach. Po tygodniu dwukrotnie zwyciężyła w zawodach odbywających się w Predazzo, pokonując dwukrotnie drugą Danielę Iraschko. W kolejnych zawodach odbywających się w Hinzenbach to Austriaczka zwyciężyła, zaś Hendrickson dwukrotnie zajęła drugie miejsce. Po tygodniowej przerwie w Ljubnie zwyciężyła dwa razy, pokonując Sarę Takanashi. Kolejne zawody odbyły się w Zaō. W pierwszym, sobotnim dniu odbyły się dwa konkursy, w tym jedno dodatkowo w miejsce jednego z odwołanych konkursów w Szczyrku. W pierwszym Amerykanka zwyciężyła zaledwie o 1,1 punktu, a w drugim zajęła drugie miejsce, wymieniając się pozycjami z reprezentantką gospodarzy – Takanashi. Po zajęciu przez Danielę Iraschko 7. lokaty Amerykanka zapewniła sobie pierwszą w historii kryształową kulę.

### 2012/2013

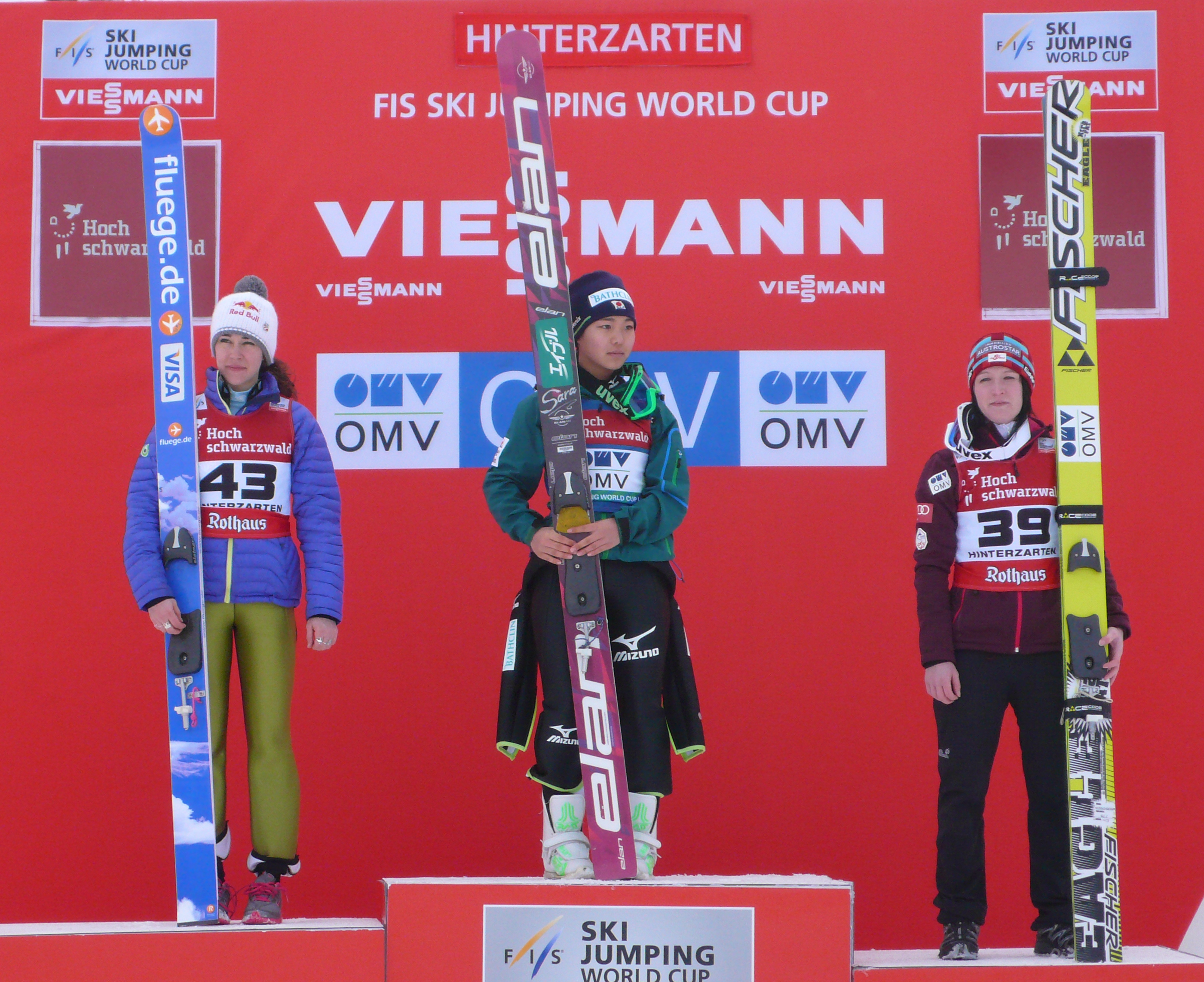
Hendrickson druga podczas zawodów w Hinterzarten

23 listopada 2012 w Lillehammer, podczas pierwszego w historii konkursu drużynowego – mieszanego inaugurującego sezon 2012/2013 Pucharu Świata w skokach narciarskich Sarah Hendrickson zdobyła piąte miejsce dla USA wraz z Lindsey Van, Andersem Johnsonem, Peterem Frenette. Kolejnego dnia w Lillehammer, podczas pierwszego indywidualnego konkursu PŚ kobiet w sezonie 2012/2013 Sarah Hendrickson zajęła drugie miejsce, przegrywając z Sarą Takanashi, jednocześnie wyprzedzając Anette Sagen. Dwa tygodnie później podczas próby przedolimpijskiej w Krasnej Polanie w pierwszym konkursie zwyciężyła, zaś w drugim zajęła siódme miejsce. W Ramsau ponownie zajęła siódme miejsce. W pierwszym konkursie w Schonach po raz pierwszy w karierze nie znalazła się w pierwszej dziesiątce zawodów pucharu świata, zajmując jedenaste miejsce. W drugim zajęła piąte miejsce tracąc do zwyciężczyni Anette Sagen 4,4 punktu. Tydzień później w Hinterzarten zwyciężyła po raz drugi w sezonie oraz była druga, przegrywając z Takanashi.
Podczas mistrzostw świata juniorów w narciarstwie klasycznym w Libercu w konkursie indywidualnym nie obroniła tytułu wicemistrzowskiego i zajęła szóste miejsce. W konkursie drużynowym wraz z Manon Maurer, Niną Lussi oraz Emilee Anderson, jako członkini składu Stanów Zjednoczonych uplasowała się na ósmym miejscu.
Po zakończeniu mistrzostw uczestniczyła w japońskich konkursach Pucharu Świata, w których to zajęła 7. i 3. miejsce w Sapporo oraz 4. i 3. w Zaō. Tydzień później w słoweńskiej miejscowości Ljubno zajęła 2. miejsce. Następnie wystartowała w seniorskich mistrzostwa świata, podczas których zdobyła złoty medal w konkursie indywidualnym. Już w pierwszej serii prowadziła, skacząc 106 m. W drugiej serii skoczyła 103 metry. Lepszą notę w drugiej serii miała Takanashi jednak przewaga z pierwszej serii wystarczyła by zdobyć tytuł mistrzyni świata. Dwa dni później wystąpiła w konkursie mieszanym, w którym razem z: Jessicą Jerome, Peterem Frenette oraz Andersem Johnsonem zajęła szóste miejsce. Wśród zawodniczek Hendrickson uzyskała najlepszy wynik. W pierwszej serii skoczyła 99 metrów, a w drugiej 104,5 metra. Łączna suma punktów była wyższa o dwa od drugiej Takanashi.
Po mistrzostwach odbyły się jeszcze dwa konkursy w Norwegii w ramach Pucharu Świata. W obu zwyciężyła Amerykanka, wyprzedzając Takanashi oraz Seifriedsberger. W końcowej kwalifikacji Pucharu Świata zajęła drugie miejsce, zdobywając 1047 punktów. Przegrała z Takanashi o 250 punktów.

### 2013/2014
Sezon letni rozpoczęła od zdobycia tytułu mistrzyni Stanów Zjednoczonych w skokach narciarskich na skoczni Utah Olympic Park w Park City. Tytuł zdobyła dzięki skokom na odległość 125,5 oraz 111,5 metra. Wynik ten pozwolił wyprzedzić drugą Jessica Jerome o 12,3 punktu. Po tych zawodach zawodniczka wystartowała we Courchevel w konkursach Letniego Grand Prix. Hendrickson uczestniczyła w konkursie mieszanym na dużej skoczni oraz w konkursie indywidualnym na skoczni normalnej. Przez zawodami drużynowymi w obu seriach treningowych osiągnęła najdłuższe odległości. Mimo tak dobrych wyników w seriach treningowych, zawodniczka nie spisała się najlepiej w konkursie, gdzie skoczyła 115 oraz 117 metrów. Wynik ten pomógł reprezentacji USA zająć szóste miejsce. Dzień później w zawodach indywidualnych zajęła drugie miejsce, ustępując jedynie najlepszej tego dnia Słowence Emie Klinec.

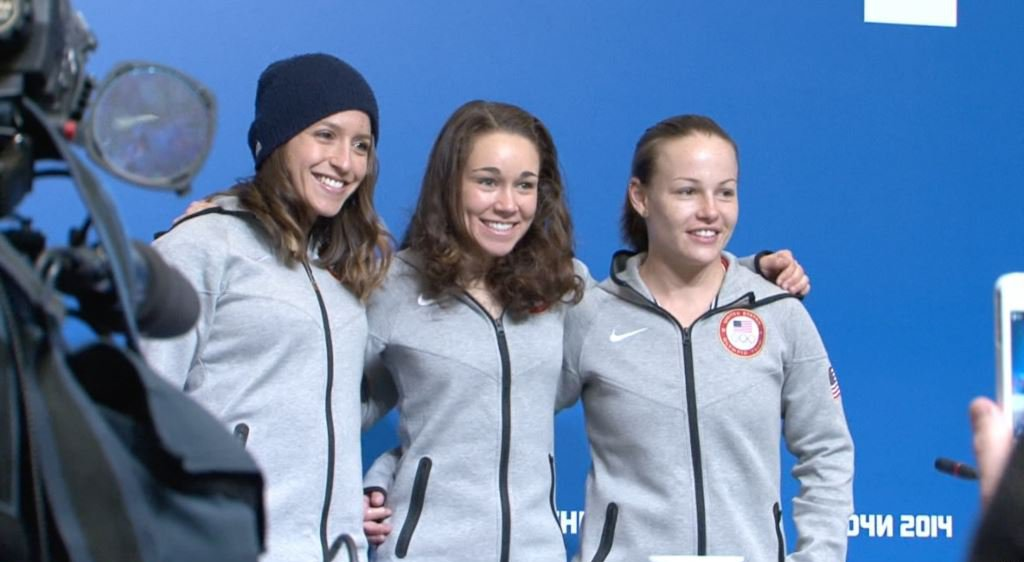
Hendrickson (w środku) podczas IO w Soczi

Pod koniec sierpnia podczas treningu w Oberstdorfie na dużej skoczni Schattenbergschanze Hendrickson doznała kontuzji prawego kolana, po tym jak nie ustała skoku na odległość 148 metrów. 29 sierpnia przeprowadzono operację, która miała na celu rekonstrukcję więzadła krzyżowego przedniego, pobocznego piszczelowego oraz stawu kolanowego z łąkotką. Operacja zakończyła się sukcesem. W październiku mimo kontuzji zawodniczka została nominowana do żeńskiej kadry skoków narciarski na sezon zimowy. Hendrickson na skocznię wróciła na skocznię po pięciu miesiącach. Swoje pierwsze skoki po kontuzji odbyła 11 stycznia 2014 na obiektach w Park City. Ostatecznie zawodniczka została powołana na igrzyska olimpijskie. Hendrickson wystartowała, mimo iż przed zawodami skarżyła się na odczuwany dyskomfort oraz zdarzające się bóle, przez które musiała ograniczać liczbę oddanych skoków. W odbywającym się 11 lutego 2014 pierwszym w historii igrzysk konkursie skoków kobiet oddała pierwszy w konkursie historyczny skok, lecąc na 94. metr. Prowadziła do piątego skoku pierwszej serii, kiedy to wyprzedziła ja rodaczka Lindsey Van. Ostatecznie po pierwszej serii zajmowała 19. miejsce. W drugiej serii skoczyła 91,5 metra i ostatecznie zajęła 21. miejsce. Do zwyciężczyni Cariny Vogt straciła prawie trzydzieści punktów.
Po zawodach ogłosiła swoje rozczarowanie wynikiem, ogłaszając jednocześnie, że po zawodach olimpijskich nie wystartuje już w zawodach tego sezonu, chcąc skoncentrować się na przygotowaniach do letnich startów.

### 2014/2015
Nowy sezon rozpoczęła startem w konkursie Letniego Pucharu Kontynentalnego w Trondheim. W obu konkursach sklasyfikowana została na drugim miejscu, przegrywając w obu przypadkach z Japonką Sarą Takanashi. Tydzień po tych zawodach wyraziła swoje zadowolenie z uzyskanych wyników w Norwegii i zapowiedziała akces do obrony tytułu mistrza świata w Falun. 12 października 2014 roku w Lake Placid zdobyła złoty medal w krajowych mistrzostwach na igelicie.

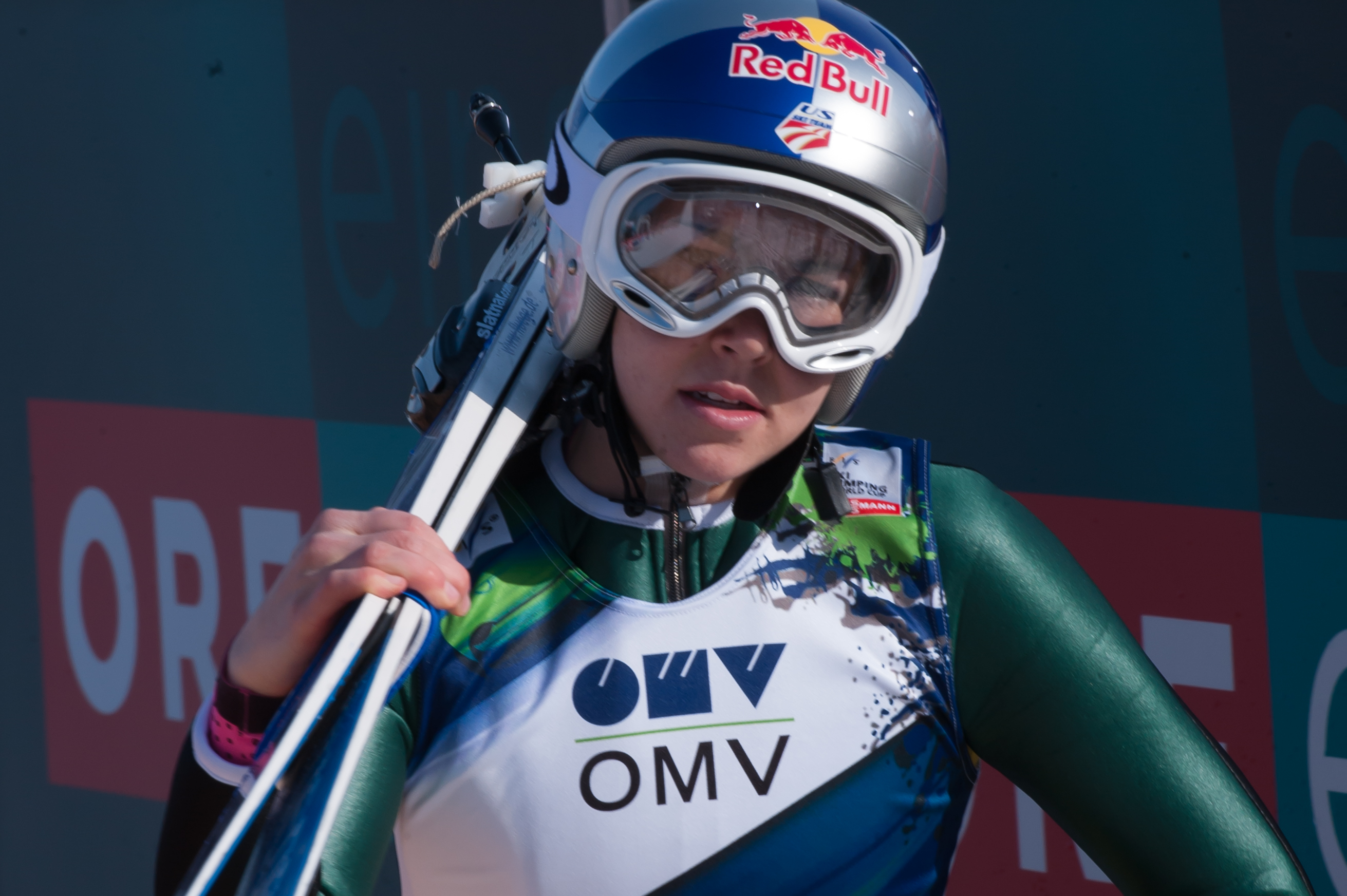
Hendrickson podczas konkursu PŚ w Hinzenbach

Z początkiem grudnia wystartowała w inauguracyjnych zawodach Pucharu Świata w Lillehammer, w których zajęła dziewiąte miejsce. W połowie grudnia wystartowała w Notodden w ramach Pucharu Kontynentalnego. Oba konkursy zakończyła w czołowej piątce, zajmując kolejno czwarte oraz piąte miejsce. Pierwsze konkursy w 2015 roku zaliczyła występem w Pucharze Świata w Sapporo, gdzie plasowała się na piątej i ósmej pozycji. Tydzień później w jednoseryjnym konkursie w Zaō sklasyfikowana została poza trzydziestką, bo na trzydziestym czwartym miejscu. Kolejne zawody, w których wzięła udział, odbywały się w Oberstdorfie. Tam pierwszy konkurs zakończyła na siedemnastej pozycji. Drugi zaś na ostatnim, czterdziestym miejscu będąc wraz z Czeszką Doleželovą współautorką najkrótszego skoku w konkursie. Po konkursach w Niemczech Hendrickson skrytykowała organizatorów zawodów za nieprawidłowy dobór belek startowych, co miało odbić się na uzyskiwanych prędkościach na progu. Na przełomie stycznia i lutego w austriackim Hinzenbach konkursy kończyła na ósmym i piętnastym miejscu. Tydzień później w Râșnovie oba konkursy zakończyła będąc sklasyfikowana w drugiej dziesiątce. Przed konkursami w Ljubnie została oficjalnie powołana do kadry USA na zbliżające się mistrzostwa świata. Amerykanka stwierdziła, że średnie wyniki uzyskiwane przez nią w tym sezonie były związane ze stresem, który powodowała perspektywa obrony tytułu sprzed dwóch lat. W Słowenii Hendrickson po raz pierwszy w sezonie stanęła na podium zawodów, zajmując w obu konkursach trzecie miejsce.
W drugiej połowie lutego wystartowała w Mistrzostwach Świata 2015 w szwedzkim Falun. Konkurs indywidualny zakończyła na szóstym miejscu straciwszy do nowej mistrzyni świata Niemki Cariny Vogt ponad dziesięć punktów. Dwa dni później w konkursie drużyn mieszanych wraz z Nitą Englund, Nicholasem Alexandrem oraz Williamem Rhoadsem zajęła siódme miejsce.
W połowie marca, niespełna trzy tygodnie po zakończonych mistrzostwach wzięła udział w finałowym konkursie Pucharu Świata w Oslo. Konkurs ten zakończyła na drugim miejscu. W całym cyklu sklasyfikowana została na ósmej lokacie.

### 2015/2016
Podczas przeprowadzonego z nią wywiadu przez FIS w lipcu 2015 roku oznajmiła, że chciałaby ponownie odnieść triumf w końcowej klasyfikacji generalnej Pucharu Świata oraz zdobyć medal podczas igrzysk olimpijskich w Pjongczangu. Miesiąc wcześniej, bo w czerwcu Hendrickson ponownie doznała kontuzji prawego kolana i poinformowała o swojej absencji w nadchodzącym sezonie.

### 2016/2017
Po półtorarocznej przerwie od startów Amerykanka wróciła do treningów na skoczni. Na początku listopada 2016 roku zapowiedziała, że chce wystartować w zawodach w Lillehammer, które zainaugurują kolejny sezon Pucharu Świata.

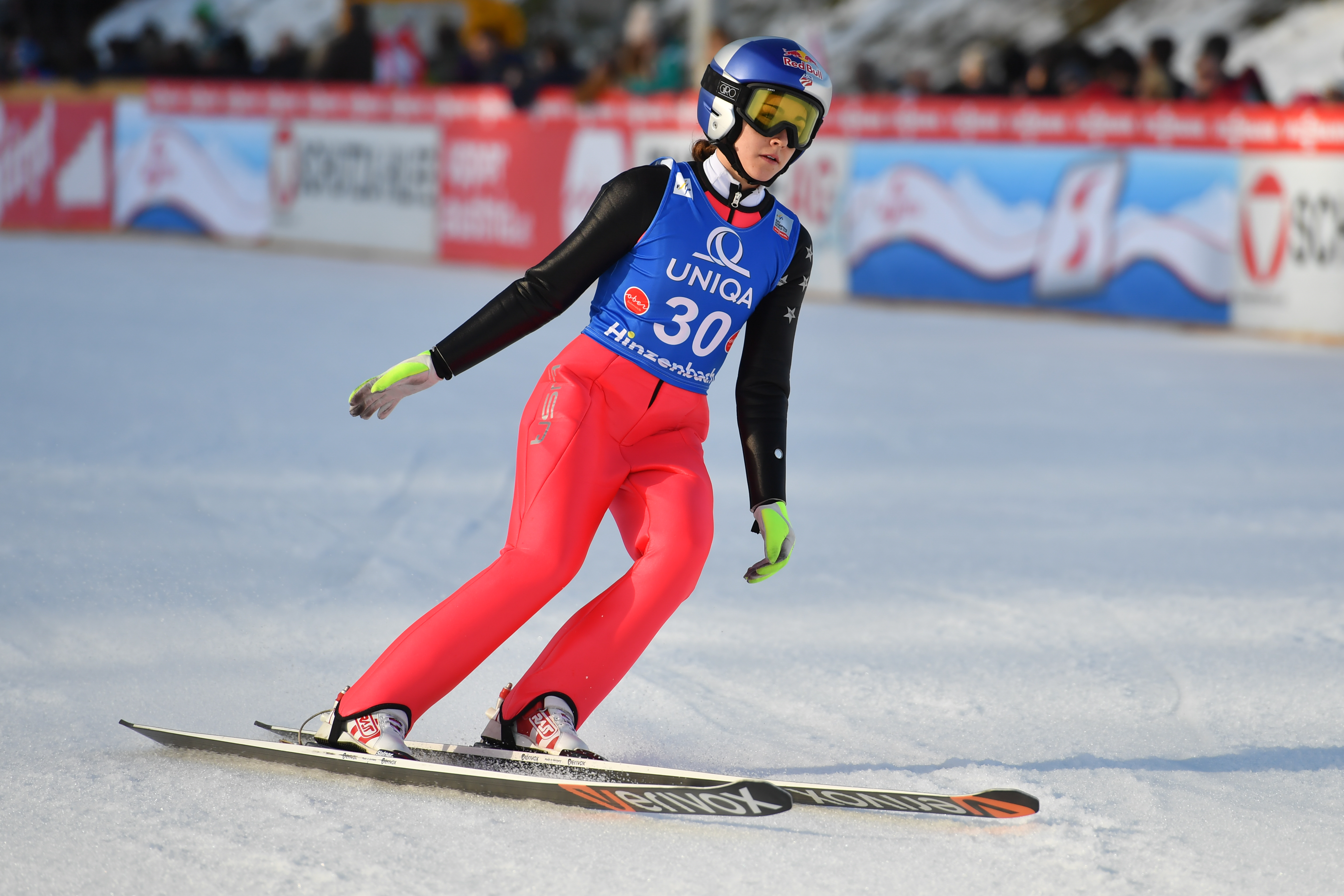
Hendrickson podczas konkursu PŚ w Hinzenbach

2 grudnia 2016 zgodnie ze swoimi zapowiedziami wystartowała w konkursach w Norwegii. Oba występy zakończyła na przełomie pierwszej i drugiej dziesiątki, zajmując kolejno jedenaste i ósme miejsce. Tydzień później w Niżnym Tagile zajmowała miejsca na końcu pierwszej i w połowie drugiej dziesiątki zawodów. Na początku stycznia 2017 roku w Oberstdorfie na skoczni dużej pierwszy konkurs zakończył się dla niej dziewiątą pozycją. Drugi zaś ukończyła na miejscu szesnastym. W drugiej połowie miesiąca wzięła udział w konkursach odbywanych w Japonii. W Sapporo dwukrotnie zajmowała lokaty na początku drugiej dziesiątki, a w Zaō w pierwszym konkursie sklasyfikowana została na miejscu jedenastym, a w drugim na szesnastym. W Râșnovie była czternasta, oraz dziesiąta. Był to jej czwarty konkurs w sezonie, który zakończyła w najlepszej dziesiątce konkursu. Na początku lutego wystartowała w Hinzenbach, gdzie zajmowała miejsca w połowie drugiej dziesiątki.
Trzy tygodnie po swoim ostatnim starcie w zawodach znalazła się na liście startowej konkursu Mistrzostw Świata 2017 w Lahti. 24 lutego w konkursie indywidualnym zajęła dwudzieste trzecie miejsce. Dwa dni później wraz z Nitą Englund, Michaelem Glasderem i Kevinem Bicknerem wystartowała w konkursie drużyn mieszanych, kończąc zawody na ósmym miejscu.
Po mistrzostwach świata wystartowała w finałowych zawodach Pucharu Świata w Oslo. Tam zajęła dwudziestą pierwszą lokatę, co na przestrzeni całego sezonu było dla niej najsłabszym wynikiem. W końcowej klasyfikacji generalnej cyklu zajęła czternaste miejsce.
W rozmowie po zakończeniu sezonu wyznała, że cały sezon zmagała się z brakiem zaufania do samej siebie, czego powodem było kontuzjowane kolano. W maju została wybrana do komitetu zawodników FIS.

### 2017/2018
11 sierpnia 2017 roku rozpoczęła sezon startem w Courchevel w ramach Letniego Grand Prix. Konkurs indywidualny ukończyła na ósmej pozycji. Tydzień później wystartowała w czeskim Frenštácie, gdzie w pierwszym konkursie była dziewiąta, a w drugim piętnasta. W pierwszej połowie września w Czajkowskim zajmowała miejsca na przełomie drugiej i trzeciej dziesiątki. Letni cykl zakończyła na czternastej pozycji. Przed zimowym sezonem nie otrzymała wsparcia finansowego ze strony amerykańskiego związku.

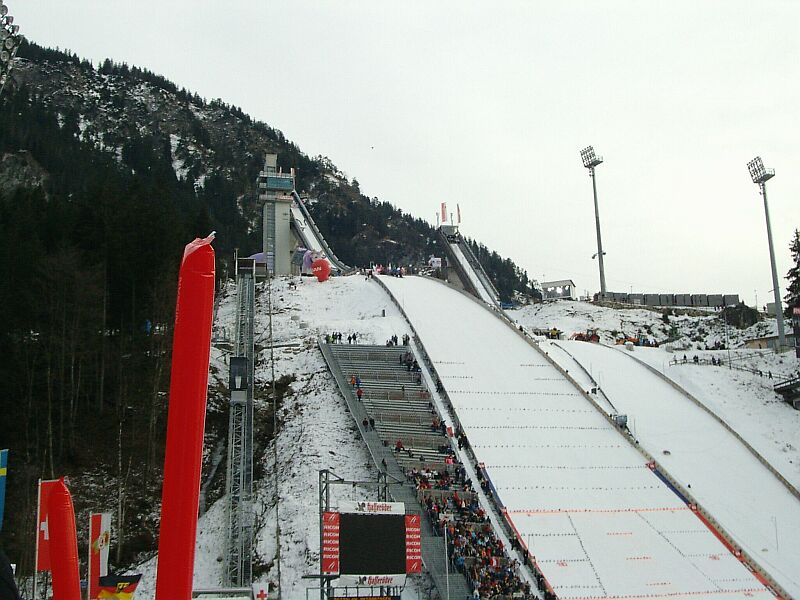
Skocznia w Oberstdorfie, na której Hendrickson zdobyła swoje jedyne punkty PŚ w sezonie

Na początku grudnia wystartowała w inaugurującym Puchar Świata turnieju Lillehammer Triple rozgrywanym w Norwegii. Nie udało jej się przebrnąć przez kwalifikacje do pierwszych dwóch konkursów. W trzecim nie wystartowała. W całym cyklu ze względu na brak zdobytych punktów nie została sklasyfikowana w klasyfikacji generalnej turnieju.
W konkursach w Hinterzarten rozegranych w połowie miesiąca wystartowała w konkursie drużynowym z Nitą Englund, Niną Lussi i Abby Ringquist, zajmując ósme miejsce. Dzień wcześniej nie przeszła pomyślnie kwalifikacji do konkursu indywidualnego kończąc zawody na czterdziestej piątej pozycji. 2018 rok rozpoczęła od krajowych kwalifikacji do południowokoreańskich zimowych igrzysk olimpijskich. Zawody te wygrała, gwarantując sobie tym samym pewne miejsce w składzie na zbliżające się igrzyska. Następnie wystartowała w Japonii w Sapporo. Tam nie udało jej się zakwalifikować do obu konkursów indywidualnych. W Zaō w konkursach indywidualnych zajmowała miejsce w drugiej połowie czwartej dziesiątki, nie zdobywając punktów do klasyfikacji generalnej Pucharu Świata. W rozegranym tam drugim i ostatnim zarazem konkursem drużynowym w sezonie zajęła siódme miejsce z Nitą Englund, Tarą Geraghty-Moats oraz z Abby Ringquist.
Dwa tygodnie później wystartowała w Zimowych Igrzyskach Olimpijskich 2018 w Pjongczangu. Konkurs indywidualny zakończyła na dziewiętnastej pozycji, poprawiając swój ostatni rezultat sprzed czterech lat zaledwie o dwie pozycje.
Po zakończeniu igrzysk wystartowała w Oberstdorfie, w zawodach kończących Puchar Świata. Tam zajęła kolejno dwudziestą szóstą i trzydziestą szóstą pozycję. Sezon ten zakończyła na czterdziestym piątym miejscu.

### 2018/2019
Na początku listopada w wywiadzie przeprowadzonym w jednej z amerykańskich audycji wyznała, że nie chce rezygnować ze sportu jednocześnie myśląc o kształceniu się. Miesiąc później, bo z początkiem grudnia oznajmiła, że nie wystartuje w żadnym z konkursów w tym sezonie, a czas ten poświęci na edukację. W maju 2019 roku wystartowała w zawodach Red Bull 400 na skoczni w Ironwood, w których zwyciężyła. W kwietniu dostała powołanie do kadry B kobiet na nadchodzący sezon.

### 2019/2020
Przed rozpoczęciem sezonu zapowiedziała swój start w Pucharze Świata. 14 września 2019 roku wystartowała w konkursie Letniego Pucharu Kontynentalnego w Lillehammer, gdzie zajęła dziewiąte miejsce. Tydzień później wzięła udział w finałowych konkursach cyklu w austriackim Stams. Pierwszy konkurs zakończył się dla niej dyskwalifikacją, zaś drugi zajęciem szóstej pozycji. W klasyfikacji generalnej cyku zajęła dwudzieste czwarte miejsce.

### 2020/2021
W lipcu 2020 przeszła operację pleców. W sezonie 2020/2021 nie wystartowała w żadnych międzynarodowych zawodach. 26 marca 2021 za pośrednictwem serwisu społecznościowego Instagram poinformowała o zakończeniu swojej sportowej kariery.

## Igrzyska olimpijskie
| Miejsce | Dzień     | Rok  | Miejscowość           | Skocznia              | Punkt K | HS     | Konkurs  | Skok 1 | Skok 2 | Nota      | Strata    | Zwycięzca    |
| ------- | --------- | ---- | --------------------- | --------------------- | ------- | ------ | -------- | ------ | ------ | --------- | --------- | ------------ |
| 21.     | 11 lutego | 2014 | Soczi/Krasnaja Polana | Russkije Gorki        | K-95    | HS-106 | indywid. | 94,0 m | 91,5 m | 217,6 pkt | 29,8 pkt  | Carina Vogt  |
| 19.     | 12 lutego | 2018 | Pjongczang            | Alpensia Jumping Park | K-98    | HS-109 | indywid. | 86,0 m | 88,0 m | 160,6 pkt | 104,0 pkt | Maren Lundby |

## Mistrzostwa świata
| Miejsce | Dzień     | Rok  | Miejscowość            | Skocznia           | Punkt K | HS     | Konkurs      | Skok 1  | Skok 2  | Nota                  | Strata    | Zwycięzca              |
| ------- | --------- | ---- | ---------------------- | ------------------ | ------- | ------ | ------------ | ------- | ------- | --------------------- | --------- | ---------------------- |
| 29.     | 20 lutego | 2009 | Liberec                | Ještěd             | K-90    | HS-100 | indywid.     | 60,5 m  | 69,5 m  | 110,5 pkt             | 132,5 pkt | Lindsey Van            |
| 16.     | 25 lutego | 2011 | Oslo                   | Midtstubakken      | K-95    | HS-106 | indywid.     | 90,5 m  | 84,0 m  | 177,0 pkt             | 54,7 pkt  | Daniela Iraschko-Stolz |
| 1.      | 22 lutego | 2013 | Val di Fiemme/Predazzo | Trampolino Dal Ben | K-95    | HS-106 | indywid.     | 106,0 m | 103,0 m | 253,7 pkt             | –         | –                      |
| 6.      | 24 lutego | 2013 | Val di Fiemme/Predazzo | Trampolino Dal Ben | K-95    | HS-106 | druż. miesz. | 99,0 m  | 104,5 m | 938,4 pkt (269,5 pkt) | 72,6 pkt  | Japonia                |
| 6.      | 20 lutego | 2015 | Falun                  | Lugnet             | K-90    | HS-100 | indywid.     | 87,0 m  | 91,0 m  | 226,4 pkt             | 10,5 pkt  | Carina Vogt            |
| 7.      | 22 lutego | 2015 | Falun                  | Lugnet             | K-90    | HS-100 | druż. miesz. | 98,5 m  | 94,0 m  | 789,3 pkt (236,6 pkt) | 128,6 pkt | Niemcy                 |
| 23.     | 24 lutego | 2017 | Lahti                  | Salpausselkä       | K-90    | HS-100 | indywid.     | 86,5 m  | 82,0 m  | 198,0 pkt             | 56,6 pkt  | Carina Vogt            |
| 8.      | 26 lutego | 2017 | Lahti                  | Salpausselkä       | K-90    | HS-100 | druż. miesz. | 85,0 m  | 84,0 m  | 802,2 pkt (206,4 pkt) | 233,3 pkt | Niemcy                 |

## Mistrzostwa świata juniorów
| Miejsce | Dzień       | Rok  | Miejscowość  | Skocznia        | Punkt K | HS     | Konkurs  | Skok 1  | Skok 2  | Nota                  | Strata    | Zwycięzca                  |
| ------- | ----------- | ---- | ------------ | --------------- | ------- | ------ | -------- | ------- | ------- | --------------------- | --------- | -------------------------- |
| 16.     | 28 lutego   | 2008 | Zakopane     | Średnia Krokiew | K-85    | HS-94  | indywid. | 71,0 m  | 82,5 m  | 188,0 pkt             | 39,0 pkt  | Jacqueline Seifriedsberger |
| 3.      | 29 stycznia | 2010 | Hinterzarten | Adlerschanze    | K-95    | HS-108 | indywid. | 102,5 m | 97,5 m  | 249,5 pkt             | 18,0 pkt  | Elena Runggaldier          |
| 18.     | 27 stycznia | 2011 | Otepää       | Tehvandi        | K-90    | HS-100 | indywid. | 86,5 m  | 84,5 m  | 205,0 pkt             | 52,5 pkt  | Coline Mattel              |
| 2.      | 23 lutego   | 2012 | Erzurum      | Kiremitliktepe  | K-95    | HS-109 | indywid. | 105,0 m | 100,5 m | 265,0 pkt             | 11,5 pkt  | Sara Takanashi             |
| 6.      | 24 stycznia | 2013 | Liberec      | Ještěd          | K-90    | HS-100 | indywid. | 89,0 m  | 97,0 m  | 241,0 pkt             | 27,0 pkt  | Sara Takanashi             |
| 8.      | 26 stycznia | 2013 | Liberec      | Ještěd          | K-90    | HS-100 | druż.    | 96,5 m  | 106,0 m | 617,0 pkt (270,0 pkt) | 392,0 pkt | Słowenia                   |

## Puchar Świata

### Miejsca w klasyfikacji generalnej
| Sezon     | Miejsce |
| --------- | ------- |
| 2011/2012 | 1.      |
| 2012/2013 | 2.      |
| 2014/2015 | 8.      |
| 2016/2017 | 14.     |
| 2017/2018 | 49.     |

### Miejsca na podium w konkursach Pucharu Świata
| Sezon PŚ  | 1. miejsce | 2. miejsce | 3. miejsce | Razem |
| 2011/2012 | 9          | 3          | –          | 12    |
| 2012/2013 | 4          | 3          | 3          | 10    |
| 2014/2015 | –          | 1          | 2          | 3     |
| 2016/2017 | –          | –          | –          | 0     |
| 2017/2018 | –          | –          | –          | 0     |
| Suma      | 13         | 7          | 5          | 25    |

### Zwycięstwa w konkursach indywidualnych Pucharu Świata chronologicznie
| 1.  | 3 grudnia   | 2011 | Lillehammer     | Lysgårdsbakken     | K-90  | HS-100 | 100,5 m | 95,5 m  | 277,0 pkt |
| 2.  | 8 stycznia  | 2012 | Hinterzarten    | Adlerschanze       | K-95  | HS-108 | 107,5 m | 104,5 m | 273,0 pkt |
| 3.  | 14 stycznia | 2012 | Predazzo        | Trampolino Dal Ben | K-95  | HS-106 | 105,0 m | 107,5 m | 277,2 pkt |
| 4.  | 15 stycznia | 2012 | Predazzo        | Trampolino Dal Ben | K-95  | HS-106 | 104,5 m | 108,0 m | 285,9 pkt |
| 5.  | 11 lutego   | 2012 | Ljubno          | Logarska dolina    | K-85  | HS-95  | 85,5 m  | 87,0 m  | 246,5 pkt |
| 6.  | 12 lutego   | 2012 | Ljubno          | Logarska dolina    | K-85  | HS-95  | 91,5 m  | 95,0 m  | 259,6 pkt |
| 7.  | 3 marca     | 2012 | Zaō             | Yamagata           | K-90  | HS-100 | 99,5 m  | 95,5 m  | 253,8 pkt |
| 8.  | 4 marca     | 2012 | Zaō             | Yamagata           | K-90  | HS-106 | 98,0 m  | 94,5 m  | 249,1 pkt |
| 9.  | 9 marca     | 2012 | Oslo            | Midtstubakken      | K-95  | HS-106 | 104,0 m | 99,0 m  | 254,1 pkt |
| 10. | 8 grudnia   | 2012 | Krasnaja Polana | Russkije Gorki     | K-95  | HS-105 | 103,5 m | 103,0 m | 264,2 pkt |
| 11. | 12 stycznia | 2013 | Hinterzarten    | Adlerschanze       | K-95  | HS-108 | 97,5 m  | 98,5 m  | 243,6 pkt |
| 12. | 15 marca    | 2013 | Trondheim       | Granåsen           | K-90  | HS-105 | 101,5 m | 101,0 m | 283,0 pkt |
| 13. | 17 marca    | 2013 | Oslo            | Holmenkollbakken   | K-120 | HS-134 | 133,5 m | 129,0 m | 262,8 pkt |

### Miejsca na podium w konkursach indywidualnych Pucharu Świata chronologicznie
| 1.  | 3 grudnia    | 2011 | Lillehammer     | Lysgårdsbakken     | K-90  | HS-100 | 100,5 m | 95,5 m  | 277,0 pkt | 1. | –        | –                                       |
| 2.  | 8 stycznia   | 2012 | Hinterzarten    | Adlerschanze       | K-95  | HS-108 | 107,5 m | 104,5 m | 273,0 pkt | 1. | –        | –                                       |
| 3.  | 14 stycznia  | 2012 | Predazzo        | Trampolino Dal Ben | K-95  | HS-106 | 105,0 m | 107,5 m | 277,2 pkt | 1. | –        | –                                       |
| 4.  | 15 stycznia  | 2012 | Predazzo        | Trampolino Dal Ben | K-95  | HS-106 | 104,5 m | 108,0 m | 285,9 pkt | 1. | –        | –                                       |
| 5.  | 4 lutego     | 2012 | Hinzenbach      | Aigner-Schanze     | K-85  | HS-94  | 91,5 m  | –       | 122,6 pkt | 2. | 0,7 pkt  | Daniela Iraschko                        |
| 6.  | 5 lutego     | 2012 | Hinzenbach      | Aigner-Schanze     | K-85  | HS-94  | 86,0 m  | 90,5 m  | 233,2 pkt | 2. | 5,2 pkt  | Daniela Iraschko                        |
| 7.  | 11 lutego    | 2012 | Ljubno          | Logarska dolina    | K-85  | HS-95  | 85,5 m  | 87,0 m  | 246,5 pkt | 1. | –        | –                                       |
| 8.  | 12 lutego    | 2012 | Ljubno          | Logarska dolina    | K-85  | HS-95  | 91,5 m  | 95,0 m  | 259,6 pkt | 1. | –        | –                                       |
| 9.  | 3 marca      | 2012 | Zaō             | Yamagata           | K-90  | HS-100 | 99,5 m  | 95,5 m  | 253,8 pkt | 1. | –        | –                                       |
| 10. | 3 marca      | 2012 | Zaō             | Yamagata           | K-90  | HS-100 | 95,5 m  | –       | 113,7 pkt | 2. | 11,2 pkt | Sara Takanashi                          |
| 11. | 4 marca      | 2012 | Zaō             | Yamagata           | K-90  | HS-106 | 98,0 m  | 94,5 m  | 249,1 pkt | 1. | –        | –                                       |
| 12. | 9 marca      | 2012 | Oslo            | Midtstubakken      | K-95  | HS-106 | 104,0 m | 99,0 m  | 254,1 pkt | 1. | –        | –                                       |
| 13. | 24 listopada | 2012 | Lillehammer     | Lysgårdsbakken     | K-90  | HS-100 | 98,5 m  | 95,0 m  | 261,4 pkt | 2. | 3,8 pkt  | Sara Takanashi                          |
| 14. | 8 grudnia    | 2012 | Krasnaja Polana | Russkije Gorki     | K-95  | HS-105 | 103,5 m | 103,0 m | 264,2 pkt | 1. | –        | –                                       |
| 15. | 12 stycznia  | 2013 | Hinterzarten    | Adlerschanze       | K-95  | HS-108 | 97,5 m  | 98,5 m  | 243,6 pkt | 1. | –        | –                                       |
| 16. | 13 stycznia  | 2013 | Hinterzarten    | Adlerschanze       | K-95  | HS-108 | 103,0 m | 101,5 m | 245,9 pkt | 2. | 1,6 pkt  | Sara Takanashi                          |
| 17. | 3 lutego     | 2013 | Sapporo         | Miyanomori         | K-90  | HS-100 | 93,5 m  | 87,5 m  | 240,2 pkt | 3. | 5,5 pkt  | Jacqueline Seifriedsberger              |
| 18. | 10 lutego    | 2013 | Zaō             | Yamagata           | K-90  | HS-100 | 93,0 m  | 92,0 m  | 222,6 pkt | 3. | 17,8 pkt | Sara Takanashi                          |
| 19. | 16 lutego    | 2013 | Ljubno          | Logarska dolina    | K-85  | HS-95  | 85,0 m  | 83,5 m  | 214,2 pkt | 2. | 10,9 pkt | Sara Takanashi                          |
| 20. | 17 lutego    | 2013 | Ljubno          | Logarska dolina    | K-85  | HS-95  | 85,5 m  | 88,0 m  | 241,8 pkt | 3. | 25,1 pkt | Sara Takanashi                          |
| 21. | 15 marca     | 2013 | Trondheim       | Granåsen           | K-90  | HS-105 | 101,5 m | 101,0 m | 283,0 pkt | 1. | –        | –                                       |
| 22. | 17 marca     | 2013 | Oslo            | Holmenkollbakken   | K-120 | HS-134 | 133,5 m | 129,0 m | 262,8 pkt | 1. | –        | –                                       |
| 23. | 14 lutego    | 2015 | Ljubno          | Logarska dolina    | K-85  | HS-95  | 86,0 m  | 87,0 m  | 237,1 pkt | 3. | 11,4 pkt | Sara Takanashi                          |
| 24. | 15 lutego    | 2015 | Ljubno          | Logarska dolina    | K-85  | HS-95  | 89,0 m  | 88,0 m  | 243,8 pkt | 3. | 1,1 pkt  | Daniela Iraschko-Stolz i Sara Takanashi |
| 25. | 13 marca     | 2015 | Oslo            | Holmenkollbakken   | K-120 | HS-134 | 126,5 m | 128,5 m | 257,1 pkt | 2. | 6,7 pkt  | Sara Takanashi                          |

### Miejsca w poszczególnych konkursach indywidualnychPucharu Świata
| Źródło | Źródło          | Źródło          | Źródło       | Źródło     | Źródło     | Źródło       | Źródło       | Źródło  | Źródło  | Źródło | Źródło | Źródło     | Źródło     | Źródło     | Źródło | Źródło     | Źródło     | Źródło | Źródło | Źródło | Źródło | Źródło | Źródło | Źródło | Źródło | Źródło | Źródło | Źródło | Źródło | Źródło | Źródło | Źródło | Źródło | Źródło | Źródło | Źródło | Źródło | Źródło | Źródło | Źródło | Źródło | Źródło | Źródło | Źródło | Źródło | Źródło | Źródło | Źródło | Źródło |
| --- | --------------- | --------------- | ------------ | ---------- | ---------- | ------------ | ------------ | ------- | ------- | ------ | ------ | ---------- | ---------- | ---------- | ------ | ---------- | ---------- | ------ | ------ | ------ | ------ | ------ | ------ | ------ | ------ | ------ | ------ | ------ | ------ | ------ | ------ | ------ | ------ | ------ | ------ | ------ | ------ | ------ | ------ | ------ | ------ | ------ | ------ | ------ | ------ | ------ | ------ | ------ | ------ |
| Sezon 2011/2012 |                 |                 |              |            |            |              |              |         |         |        |        |            |            |            |        |            |            |        |        |        |        |        |        |        |        |        |        |        |        |        |        |        |        |        |        |        |        |        |        |        |        |        |        |        |        |        |        |        |        |
| Lillehammer | Hinterzarten    | Hinterzarten    | Predazzo     | Predazzo   | Hinzenbach | Hinzenbach   | Ljubno       | Ljubno  | Zaō     | Zaō    | Zaō    | Oslo       | punkty     | punkty     | punkty | punkty     | punkty     | punkty | punkty | punkty | punkty | punkty | punkty | punkty | punkty | punkty | punkty | punkty | punkty | punkty | punkty |        |        |        |        |        |        |        |        |        |        |        |        |        |        |        |        |        |        |
| 1 | 9               | 1               | 1            | 1          | 2          | 2            | 1            | 1       | 1       | 2      | 1      | 1          | 1169       | 1169       | 1169   | 1169       | 1169       | 1169   | 1169   | 1169   | 1169   | 1169   | 1169   | 1169   | 1169   | 1169   | 1169   | 1169   | 1169   | 1169   | 1169   |        |        |        |        |        |        |        |        |        |        |        |        |        |        |        |        |        |        |
| Sezon 2012/2013 |                 |                 |              |            |            |              |              |         |         |        |        |            |            |            |        |            |            |        |        |        |        |        |        |        |        |        |        |        |        |        |        |        |        |        |        |        |        |        |        |        |        |        |        |        |        |        |        |        |        |
| Lillehammer | Krasnaja Polana | Krasnaja Polana | Ramsau       | Schonach   | Schonach   | Hinterzarten | Hinterzarten | Sapporo | Sapporo | Zaō    | Zaō    | Ljubno     | Ljubno     | Trondheim  | Oslo   | punkty     | punkty     | punkty | punkty | punkty | punkty | punkty | punkty | punkty | punkty | punkty | punkty | punkty | punkty | punkty | punkty | punkty | punkty | punkty |        |        |        |        |        |        |        |        |        |        |        |        |        |        |        |
| 2 | 1               | 7               | 7            | 11         | 5          | 1            | 2            | 7       | 3       | 4      | 3      | 2          | 3          | 1          | 1      | 1047       | 1047       | 1047   | 1047   | 1047   | 1047   | 1047   | 1047   | 1047   | 1047   | 1047   | 1047   | 1047   | 1047   | 1047   | 1047   | 1047   | 1047   | 1047   |        |        |        |        |        |        |        |        |        |        |        |        |        |        |        |
| Sezon 2014/2015 |                 |                 |              |            |            |              |              |         |         |        |        |            |            |            |        |            |            |        |        |        |        |        |        |        |        |        |        |        |        |        |        |        |        |        |        |        |        |        |        |        |        |        |        |        |        |        |        |        |        |
| Lillehammer | Sapporo         | Sapporo         | Zaō          | Oberstdorf | Oberstdorf | Hinzenbach   | Hinzenbach   | Râșnov  | Râșnov  | Ljubno | Ljubno | Oslo       | punkty     | punkty     | punkty | punkty     | punkty     | punkty | punkty | punkty | punkty | punkty | punkty | punkty | punkty | punkty | punkty | punkty | punkty | punkty | punkty |        |        |        |        |        |        |        |        |        |        |        |        |        |        |        |        |        |        |
| 9 | 5               | 8               | 34           | 17         | 40         | 8            | 15           | 18      | 14      | 3      | 3      | 2          | 399        | 399        | 399    | 399        | 399        | 399    | 399    | 399    | 399    | 399    | 399    | 399    | 399    | 399    | 399    | 399    | 399    | 399    | 399    |        |        |        |        |        |        |        |        |        |        |        |        |        |        |        |        |        |        |
| Sezon 2016/2017 |                 |                 |              |            |            |              |              |         |         |        |        |            |            |            |        |            |            |        |        |        |        |        |        |        |        |        |        |        |        |        |        |        |        |        |        |        |        |        |        |        |        |        |        |        |        |        |        |        |        |
| Lillehammer | Lillehammer     | Niżny Tagił     | Niżny Tagił  | Oberstdorf | Oberstdorf | Sapporo      | Sapporo      | Zaō     | Zaō     | Râșnov | Râșnov | Hinzenbach | Hinzenbach | Ljubno     | Ljubno | Pjongczang | Pjongczang | Oslo   | punkty |        |        |        |        |        |        |        |        |        |        |        |        |        |        |        |        |        |        |        |        |        |        |        |        |        |        |        |        |        |        |
| 11 | 8               | 14              | 10           | 9          | 16         | 13           | 12           | 11      | 16      | 14     | 10     | 14         | 17         | -          | -      | -          | -          | 21     | 311    |        |        |        |        |        |        |        |        |        |        |        |        |        |        |        |        |        |        |        |        |        |        |        |        |        |        |        |        |        |        |
| Sezon 2017/2018 |                 |                 |              |            |            |              |              |         |         |        |        |            |            |            |        |            |            |        |        |        |        |        |        |        |        |        |        |        |        |        |        |        |        |        |        |        |        |        |        |        |        |        |        |        |        |        |        |        |        |
| Lillehammer | Lillehammer     | Lillehammer     | Hinterzarten | Sapporo    | Sapporo    | Zaō          | Zaō          | Ljubno  | Ljubno  | Râșnov | Râșnov | Oslo       | Oberstdorf | Oberstdorf | punkty | punkty     | punkty     | punkty | punkty | punkty | punkty | punkty | punkty | punkty | punkty | punkty | punkty | punkty | punkty | punkty | punkty | punkty | punkty |        |        |        |        |        |        |        |        |        |        |        |        |        |        |        |        |
| q | q               | -               | q            | q          | q          | 35           | 36           | -       | -       | -      | -      | -          | 26         | 36         | 5      | 5          | 5          | 5      | 5      | 5      | 5      | 5      | 5      | 5      | 5      | 5      | 5      | 5      | 5      | 5      | 5      | 5      | 5      |        |        |        |        |        |        |        |        |        |        |        |        |        |        |        |        |
| Legenda |                 |                 |              |            |            |              |              |         |         |        |        |            |            |            |        |            |            |        |        |        |        |        |        |        |        |        |        |        |        |        |        |        |        |        |        |        |        |        |        |        |        |        |        |        |        |        |        |        |        |
| 1 2 3 4-10 11-30 poniżej 30 dq – dyskwalifikacja q – dyskwalifikacja w kwalifikacjach q – zawodniczka nie zakwalifikowała się - – zawodniczka nie wystartowała |                 |                 |              |            |            |              |              |         |         |        |        |            |            |            |        |            |            |        |        |        |        |        |        |        |        |        |        |        |        |        |        |        |        |        |        |        |        |        |        |        |        |        |        |        |        |        |        |        |        |

### Miejsca w poszczególnych konkursach drużynowychPucharu Świata
| Źródło                              | Źródło          | Źródło          | Źródło          | Źródło          | Źródło          | Źródło          | Źródło          | Źródło          | Źródło              |
| ----------------------------------- | --------------- | --------------- | --------------- | --------------- | --------------- | --------------- | --------------- | --------------- | ------------------- |
| Sezon 2012/2013                     | Sezon 2012/2013 | Sezon 2012/2013 | Sezon 2012/2013 | Sezon 2012/2013 | Sezon 2012/2013 | Sezon 2012/2013 | Sezon 2012/2013 | Sezon 2012/2013 | Lillehammer (mikst) |
| Sezon 2012/2013                     | Sezon 2012/2013 | Sezon 2012/2013 | Sezon 2012/2013 | Sezon 2012/2013 | Sezon 2012/2013 | Sezon 2012/2013 | Sezon 2012/2013 | Sezon 2012/2013 | 5                   |
| Sezon 2017/2018                     | Sezon 2017/2018 | Sezon 2017/2018 | Sezon 2017/2018 | Sezon 2017/2018 | Sezon 2017/2018 | Sezon 2017/2018 | Sezon 2017/2018 | Hinterzarten    | Zaō                 |
| Sezon 2017/2018                     | Sezon 2017/2018 | Sezon 2017/2018 | Sezon 2017/2018 | Sezon 2017/2018 | Sezon 2017/2018 | Sezon 2017/2018 | Sezon 2017/2018 | 8               | 7                   |
| Legenda                             |                 |                 |                 |                 |                 |                 |                 |                 |                     |
| 1 2 3 4-8 poniżej 8 - – brak startu |                 |                 |                 |                 |                 |                 |                 |                 |                     |

## Letnie Grand Prix

### Miejsca w klasyfikacji generalnej
| Sezon | Miejsce |
| ----- | ------- |
| 2013  | 21.     |
| 2017  | 14.     |

### Miejsca na podium w konkursach Letniego Grand Prix
| Sezon LGP | 1. miejsce | 2. miejsce | 3. miejsce | Razem |
| 2013      | –          | 1          | –          | 1     |
| 2017      | –          | –          | –          | 0     |
| Suma      | 0          | 1          | 0          | 1     |

### Miejsca na podium w konkursach indywidualnych Letniego Grand Prix chronologicznie
| Lp. | Dzień       | Rok  | Miejscowość | Skocznia         | Punkt K | HS    | Skok 1 | Skok 2 | Nota      | Lok. | Strata  | Zwycięzca  |
| --- | ----------- | ---- | ----------- | ---------------- | ------- | ----- | ------ | ------ | --------- | ---- | ------- | ---------- |
| 1.  | 15 sierpnia | 2013 | Courchevel  | Tremplin du Praz | K-90    | HS-96 | 93,0 m | 98,0 m | 222,8 pkt | 2.   | 1,9 pkt | Ema Klinec |

### Miejsca w poszczególnych konkursach indywidualnychLGP
| Źródło | Źródło           | Źródło            | Źródło            | Źródło            | Źródło       | Źródło | Źródło | Źródło | Źródło | Źródło | Źródło | Źródło | Źródło | Źródło | Źródło | Źródło | Źródło | Źródło | Źródło | Źródło | Źródło | Źródło | Źródło | Źródło | Źródło | Źródło |
| --- | ---------------- | ----------------- | ----------------- | ----------------- | ------------ | ------ | ------ | ------ | ------ | ------ | ------ | ------ | ------ | ------ | ------ | ------ | ------ | ------ | ------ | ------ | ------ | ------ | ------ | ------ | ------ | ------ |
| 2013 |                  |                   |                   |                   |              |        |        |        |        |        |        |        |        |        |        |        |        |        |        |        |        |        |        |        |        |        |
| Hinterzarten 26.07 | Courchevel 15.08 | Niżny Tagił 13.09 | Niżny Tagił 14.09 | Ałmaty 21.09      | Ałmaty 22.09 | punkty |        |        |        |        |        |        |        |        |        |        |        |        |        |        |        |        |        |        |        |        |
| - | 2                | -                 | -                 | -                 | -            | 80     |        |        |        |        |        |        |        |        |        |        |        |        |        |        |        |        |        |        |        |        |
| 2017 |                  |                   |                   |                   |              |        |        |        |        |        |        |        |        |        |        |        |        |        |        |        |        |        |        |        |        |        |
| Courchevel 11.08 | Frenštát 18.08   | Frenštát 19.08    | Czajkowskij 09.09 | Czajkowskij 10.09 | punkty       | punkty | punkty | punkty | punkty | punkty | punkty | punkty | punkty |        |        |        |        |        |        |        |        |        |        |        |        |        |
| 8 | 9                | 15                | 18                | 22                | 99           | 99     | 99     | 99     | 99     | 99     | 99     | 99     | 99     |        |        |        |        |        |        |        |        |        |        |        |        |        |
| Legenda |                  |                   |                   |                   |              |        |        |        |        |        |        |        |        |        |        |        |        |        |        |        |        |        |        |        |        |        |
| 1 2 3 4-10 11-30 poniżej 30 dq – dyskwalifikacja q – dyskwalifikacja w kwalifikacjach q – zawodniczka nie zakwalifikowała się - – zawodniczka nie wystartowała |                  |                   |                   |                   |              |        |        |        |        |        |        |        |        |        |        |        |        |        |        |        |        |        |        |        |        |        |

## Puchar Kontynentalny

### Miejsca w klasyfikacji generalnej
| Sezon     | Miejsce |
| --------- | ------- |
| 2007/2008 | 43.     |
| 2008/2009 | 19.     |
| 2009/2010 | 6.      |
| 2010/2011 | 21.     |
| 2011/2012 | 2.      |
| 2014/2015 | 8.      |

### Miejsca na podium w konkursach Pucharu Kontynentalnego
| Sezon PK  | 1. miejsce | 2. miejsce | 3. miejsce | Razem |
| 2007/2008 | –          | –          | –          | 0     |
| 2008/2009 | 1          | –          | –          | 1     |
| 2009/2010 | –          | –          | 1          | 1     |
| 2010/2011 | –          | 1          | –          | 1     |
| 2011/2012 | 2          | 2          | 1          | 5     |
| 2014/2015 | –          | –          | –          | 0     |
| Suma      | 3          | 3          | 2          | 8     |

### Zwycięstwa w konkursach indywidualnych Pucharu Kontynentalnego chronologicznie
| Lp. | Dzień       | Rok  | Miejscowość | Skocznia        | Punkt K | HS     | Skok 1  | Skok 2  | Nota      |
| --- | ----------- | ---- | ----------- | --------------- | ------- | ------ | ------- | ------- | --------- |
| 1.  | 7 lutego    | 2009 | Zakopane    | Średnia Krokiew | K-85    | HS-94  | 79,0 m  | –       | 99,5 pkt  |
| 2.  | 20 stycznia | 2012 | Zakopane    | Średnia Krokiew | K-85    | HS-94  | 89,0 m  | 89,5 m  | 234,5 pkt |
| 3.  | 18 lutego   | 2012 | Liberec     | Ještěd          | K-90    | HS-100 | 100,5 m | 103,5 m | 279,0 pkt |

### Miejsca na podium w konkursach indywidualnych Pucharu Kontynentalnego chronologicznie
| Lp. | Dzień       | Rok  | Miejscowość | Skocznia        | Punkt K | HS     | Skok 1  | Skok 2  | Nota      | Lok. | Strata   | Zwycięzca        |
| --- | ----------- | ---- | ----------- | --------------- | ------- | ------ | ------- | ------- | --------- | ---- | -------- | ---------------- |
| 1.  | 7 lutego    | 2009 | Zakopane    | Średnia Krokiew | K-85    | HS-94  | 79,0 m  | –       | 99,5 pkt  | 1.   | –        | –                |
| 2.  | 14 lutego   | 2010 | Villach     | Alpenarena      | K-90    | HS-98  | 91,5 m  | 90,5 m  | 232,0 pkt | 3.   | 19,5 pkt | Ulrike Gräßler   |
| 3.  | 11 grudnia  | 2010 | Vikersund   | Vikersundbakken | K-105   | HS-117 | 112,5 m | 115,5 m | 263,4 pkt | 2.   | 12,7 pkt | Daniela Iraschko |
| 4.  | 9 grudnia   | 2011 | Notodden    | Tveitanbakken   | K-90    | HS-100 | 98,0 m  | 99,5 m  | 257,5 pkt | 2.   | 1,5 pkt  | Daniela Iraschko |
| 5.  | 10 grudnia  | 2011 | Notodden    | Tveitanbakken   | K-90    | HS-100 | 95,5 m  | 96,0 m  | 251,5 pkt | 3.   | 7,5 pkt  | Anette Sagen     |
| 6.  | 20 stycznia | 2012 | Zakopane    | Średnia Krokiew | K-85    | HS-94  | 89,0 m  | 89,5 m  | 234,5 pkt | 1.   | –        | –                |
| 7.  | 21 stycznia | 2012 | Zakopane    | Średnia Krokiew | K-85    | HS-94  | 79,5 m  | 86,5 m  | 214,5 pkt | 2.   | 0,5 pkt  | Daniela Iraschko |
| 8.  | 18 lutego   | 2012 | Liberec     | Ještěd          | K-90    | HS-100 | 100,5 m | 103,5 m | 279,0 pkt | 1.   | –        | –                |

### Miejsca w poszczególnych konkursachPucharu Kontynentalnego
| Źródło                                                                            | Źródło    | Źródło        | Źródło    | Źródło      | Źródło      | Źródło      | Źródło       | Źródło       | Źródło    | Źródło    | Źródło    | Źródło    | Źródło      | Źródło     | Źródło   | Źródło   | Źródło   | Źródło | Źródło | Źródło | Źródło | Źródło | Źródło | Źródło | Źródło | Źródło | Źródło | Źródło | Źródło | Źródło | Źródło | Źródło | Źródło | Źródło | Źródło | Źródło | Źródło | Źródło | Źródło |
| --------------------------------------------------------------------------------- | --------- | ------------- | --------- | ----------- | ----------- | ----------- | ------------ | ------------ | --------- | --------- | --------- | --------- | ----------- | ---------- | -------- | -------- | -------- | ------ | ------ | ------ | ------ | ------ | ------ | ------ | ------ | ------ | ------ | ------ | ------ | ------ | ------ | ------ | ------ | ------ | ------ | ------ | ------ | ------ | ------ |
| Sezon 2007/2008                                                                   |           |               |           |             |             |             |              |              |           |           |           |           |             |            |          |          |          |        |        |        |        |        |        |        |        |        |        |        |        |        |        |        |        |        |        |        |        |        |        |
| Bischofsgrün                                                                      | Pöhla     | Bischofshofen | Ramsau    | Lake Placid | Lake Placid | Park City   | Park City    | Notodden     | Notodden  | Toblach   | Rastbüchl | Rastbüchl | Baiersbronn | Schönwald  | Zaō      | Zaō      | punkty   | punkty | punkty | punkty | punkty | punkty | punkty | punkty | punkty | punkty | punkty | punkty | punkty | punkty | punkty | punkty | punkty | punkty | punkty |        |        |        |        |
| -                                                                                 | -         | -             | -         | -           | -           | -           | -            | -            | -         | -         | 24        | 41        | 20          | 11         | -        | -        | 42       | 42     | 42     | 42     | 42     | 42     | 42     | 42     | 42     | 42     | 42     | 42     | 42     | 42     | 42     | 42     | 42     | 42     | 42     |        |        |        |        |
| Sezon 2008/2009                                                                   |           |               |           |             |             |             |              |              |           |           |           |           |             |            |          |          |          |        |        |        |        |        |        |        |        |        |        |        |        |        |        |        |        |        |        |        |        |        |        |
| Park City                                                                         | Park City | Whistler      | Whistler  | Schonach    | Schonach    | Baiersbronn | Baiersbronn  | Toblach      | Ljubno    | Ljubno    | Zakopane  | Notodden  | Notodden    | Zaō        | Zaō      | Sapporo  | Sapporo  | punkty | punkty | punkty | punkty | punkty | punkty | punkty | punkty | punkty | punkty | punkty | punkty | punkty | punkty | punkty | punkty | punkty | punkty | punkty |        |        |        |
| 16                                                                                | 13        | 15            | 18        | -           | -           | -           | -            | -            | -         | -         | 1         | 15        | 14          | -          | -        | -        | -        | 198    | 198    | 198    | 198    | 198    | 198    | 198    | 198    | 198    | 198    | 198    | 198    | 198    | 198    | 198    | 198    | 198    | 198    | 198    |        |        |        |
| Sezon 2009/2010                                                                   |           |               |           |             |             |             |              |              |           |           |           |           |             |            |          |          |          |        |        |        |        |        |        |        |        |        |        |        |        |        |        |        |        |        |        |        |        |        |        |
| Rovaniemi                                                                         | Rovaniemi | Vikersund     | Vikersund | Notodden    | Notodden    | Baiersbronn | Baiersbronn  | Schonach     | Schonach  | Ljubno    | Ljubno    | Villach   | Villach     | Zaō        | Zaō      | Zakopane | Zakopane | punkty | punkty | punkty | punkty | punkty | punkty | punkty | punkty | punkty | punkty | punkty | punkty | punkty | punkty | punkty | punkty | punkty | punkty | punkty |        |        |        |
| 6                                                                                 | 5         | 4             | 6         | 5           | 4           | -           | -            | -            | 8         | 13        | 22        | 5         | 3           | 16         | 9        | 9        | 16       | 524    | 524    | 524    | 524    | 524    | 524    | 524    | 524    | 524    | 524    | 524    | 524    | 524    | 524    | 524    | 524    | 524    | 524    | 524    |        |        |        |
| Sezon 2010/2011                                                                   |           |               |           |             |             |             |              |              |           |           |           |           |             |            |          |          |          |        |        |        |        |        |        |        |        |        |        |        |        |        |        |        |        |        |        |        |        |        |        |
| Rovaniemi                                                                         | Rovaniemi | Vikersund     | Vikersund | Notodden    | Notodden    | Schonach    | Hinterzarten | Hinterzarten | Braunlage | Braunlage | Ljubno    | Ljubno    | Brotterode  | Brotterode | Zakopane | Zakopane | Ramsau   | Ramsau | Zaō    | punkty |        |        |        |        |        |        |        |        |        |        |        |        |        |        |        |        |        |        |        |
| 5                                                                                 | 7         | 2             | 4         | 16          | 20          | -           | -            | -            | -         | -         | -         | -         | -           | -          | -        | -        | -        | -      | -      | 237    |        |        |        |        |        |        |        |        |        |        |        |        |        |        |        |        |        |        |        |
| Sezon 2011/2012                                                                   |           |               |           |             |             |             |              |              |           |           |           |           |             |            |          |          |          |        |        |        |        |        |        |        |        |        |        |        |        |        |        |        |        |        |        |        |        |        |        |
| Rovaniemi                                                                         | Rovaniemi | Notodden      | Notodden  | Zakopane    | Zakopane    | Liberec     | punkty       | punkty       | punkty    | punkty    | punkty    | punkty    | punkty      | punkty     | punkty   | punkty   | punkty   | punkty | punkty | punkty | punkty | punkty | punkty | punkty | punkty |        |        |        |        |        |        |        |        |        |        |        |        |        |        |
| -                                                                                 | -         | 2             | 3         | 1           | 2           | 1           | 420          | 420          | 420       | 420       | 420       | 420       | 420         | 420        | 420      | 420      | 420      | 420    | 420    | 420    | 420    | 420    | 420    | 420    | 420    |        |        |        |        |        |        |        |        |        |        |        |        |        |        |
| Sezon 2014/2015                                                                   |           |               |           |             |             |             |              |              |           |           |           |           |             |            |          |          |          |        |        |        |        |        |        |        |        |        |        |        |        |        |        |        |        |        |        |        |        |        |        |
| Notodden                                                                          | Notodden  | Falun         | Falun     | punkty      | punkty      | punkty      | punkty       | punkty       | punkty    | punkty    | punkty    | punkty    | punkty      | punkty     | punkty   | punkty   | punkty   | punkty | punkty | punkty | punkty | punkty |        |        |        |        |        |        |        |        |        |        |        |        |        |        |        |        |        |
| 4                                                                                 | 5         | -             | -         | 95          | 95          | 95          | 95           | 95           | 95        | 95        | 95        | 95        | 95          | 95         | 95       | 95       | 95       | 95     | 95     | 95     | 95     | 95     |        |        |        |        |        |        |        |        |        |        |        |        |        |        |        |        |        |
| Legenda                                                                           |           |               |           |             |             |             |              |              |           |           |           |           |             |            |          |          |          |        |        |        |        |        |        |        |        |        |        |        |        |        |        |        |        |        |        |        |        |        |        |
| 1 2 3 4-10 11-30 poniżej 30 dq – dyskwalifikacja - – zawodniczka nie wystartowała |           |               |           |             |             |             |              |              |           |           |           |           |             |            |          |          |          |        |        |        |        |        |        |        |        |        |        |        |        |        |        |        |        |        |        |        |        |        |        |

## Letni Puchar Kontynentalny

### Miejsca w klasyfikacji generalnej
| Sezon | Miejsce |
| ----- | ------- |
| 2009  | 4.      |
| 2010  | 14.     |
| 2014  | 2.      |
| 2019  | 24.     |

### Miejsca na podium w konkursach Letniego Pucharu Kontynentalnego
| Sezon LPK | 1. miejsce | 2. miejsce | 3. miejsce | Razem |
| 2008      | –          | 1          | 1          | 2     |
| 2009      | 1          | –          | 2          | 3     |
| 2014      | –          | 2          | –          | 2     |
| 2019      | –          | –          | –          | 0     |
| Suma      | 1          | 3          | 3          | 7     |

### Zwycięstwa w konkursach indywidualnych Letniego Pucharu Kontynentalnego chronologicznie
| Lp. | Dzień       | Rok  | Miejscowość  | Skocznia           | Punkt K | HS    | Skok 1 | Skok 2 | Nota      |
| --- | ----------- | ---- | ------------ | ------------------ | ------- | ----- | ------ | ------ | --------- |
| 1.  | 15 sierpnia | 2010 | Bischofsgrün | Ochsenkopfschanzen | K-64    | HS-71 | 65,5 m | 65,0 m | 234,0 pkt |

### Miejsca na podium w konkursach indywidualnych Letniego Pucharu Kontynentalnego chronologicznie
| Lp. | Dzień       | Rok  | Miejscowość    | Skocznia             | Punkt K | HS     | Skok 1 | Skok 2  | Nota      | Lok. | Strata   | Zwycięzca                  |
| --- | ----------- | ---- | -------------- | -------------------- | ------- | ------ | ------ | ------- | --------- | ---- | -------- | -------------------------- |
| 1.  | 21 sierpnia | 2009 | Lillehammer    | Lysgårdsbakken       | K-90    | HS-100 | 91,0 m | 89,0 m  | 228,5 pkt | 3.   | 19,5 pkt | Ulrike Gräßler             |
| 2.  | 22 sierpnia | 2009 | Lillehammer    | Lysgårdsbakken       | K-90    | HS-100 | 89,0 m | 97,0 m  | 241,0 pkt | 2.   | 19,0 pkt | Line Jahr                  |
| 3.  | 14 sierpnia | 2010 | Bischofsgrün   | Ochsenkopfschanzen   | K-64    | HS-71  | 65,0 m | 66,5 m  | 236,4 pkt | 3.   | 1,3 pkt  | Jenna Mohr                 |
| 4.  | 15 sierpnia | 2010 | Bischofsgrün   | Ochsenkopfschanzen   | K-64    | HS-71  | 65,5 m | 65,0 m  | 234,0 pkt | 1.   | –        | –                          |
| 5.  | 20 sierpnia | 2010 | Oberwiesenthal | Fichtselbergschanzen | K-95    | HS-106 | 92,5 m | 94,5 m  | 218,0 pkt | 3.   | 14,5 pkt | Jacqueline Seifriedsberger |
| 6.  | 27 września | 2014 | Trondheim      | Granåsen             | K-90    | HS-105 | 92,5 m | 90,5 m  | 236,0 pkt | 2.   | 14,5 pkt | Sara Takanashi             |
| 7.  | 28 września | 2014 | Trondheim      | Granåsen             | K-90    | HS-105 | 91,5 m | 100,5 m | 251,5 pkt | 2.   | 14,0 pkt | Sara Takanashi             |

### Miejsca w poszczególnych konkursachLetniego Pucharu Kontynentalnego
| Źródło                                                                            | Źródło       | Źródło         | Źródło         | Źródło         | Źródło      | Źródło      | Źródło | Źródło | Źródło | Źródło  | Źródło | Źródło | Źródło | Źródło | Źródło | Źródło | Źródło | Źródło | Źródło | Źródło | Źródło | Źródło | Źródło | Źródło | Źródło | Źródło |
| --------------------------------------------------------------------------------- | ------------ | -------------- | -------------- | -------------- | ----------- | ----------- | ------ | ------ | ------ | ------- | ------ | ------ | ------ | ------ | ------ | ------ | ------ | ------ | ------ | ------ | ------ | ------ | ------ | ------ | ------ | ------ |
| 2009                                                                              |              |                |                |                |             |             |        |        |        |         |        |        |        |        |        |        |        |        |        |        |        |        |        |        |        |        |
| Bischofsgrün                                                                      | Bischofsgrün | Pöhla          | Oberwiesenthal | Oberwiesenthal | Lillehammer | Lillehammer | punkty | punkty | punkty | punkty  | punkty | punkty | punkty | punkty | punkty |        |        |        |        |        |        |        |        |        |        |        |
| 19                                                                                | 4            | 12             | 6              | 12             | 3           | 2           | 286    | 286    | 286    | 286     | 286    | 286    | 286    | 286    | 286    |        |        |        |        |        |        |        |        |        |        |        |
| 2010                                                                              |              |                |                |                |             |             |        |        |        |         |        |        |        |        |        |        |        |        |        |        |        |        |        |        |        |        |
| Bischofsgrün                                                                      | Bischofsgrün | Oberwiesenthal | Oberwiesenthal | Lillehammer    | Lillehammer | Oslo        | Oslo   | Falun  | Falun  | Liberec | punkty |        |        |        |        |        |        |        |        |        |        |        |        |        |        |        |
| 3                                                                                 | 1            | 3              | 9              | -              | -           | -           | -      | -      | -      | -       | 249    |        |        |        |        |        |        |        |        |        |        |        |        |        |        |        |
| 2014                                                                              |              |                |                |                |             |             |        |        |        |         |        |        |        |        |        |        |        |        |        |        |        |        |        |        |        |        |
| Trondheim                                                                         | Trondheim    | punkty         | punkty         | punkty         | punkty      | punkty      | punkty | punkty | punkty | punkty  | punkty | punkty | punkty | punkty | punkty | punkty | punkty | punkty | punkty | punkty |        |        |        |        |        |        |
| 2                                                                                 | 2            | 160            | 160            | 160            | 160         | 160         | 160    | 160    | 160    | 160     | 160    | 160    | 160    | 160    | 160    | 160    | 160    | 160    | 160    | 160    |        |        |        |        |        |        |
| 2019                                                                              |              |                |                |                |             |             |        |        |        |         |        |        |        |        |        |        |        |        |        |        |        |        |        |        |        |        |
| Szczuczyńsk                                                                       | Szczuczyńsk  | Szczyrk        | Szczyrk        | Lillehammer    | Stams       | Stams       | punkty | punkty | punkty | punkty  | punkty | punkty | punkty | punkty | punkty |        |        |        |        |        |        |        |        |        |        |        |
| -                                                                                 | -            | -              | -              | 6              | dq          | 9           | 69     | 69     | 69     | 69      | 69     | 69     | 69     | 69     | 69     |        |        |        |        |        |        |        |        |        |        |        |
| Legenda                                                                           |              |                |                |                |             |             |        |        |        |         |        |        |        |        |        |        |        |        |        |        |        |        |        |        |        |        |
| 1 2 3 4-10 11-30 poniżej 30 dq – dyskwalifikacja - – zawodniczka nie wystartowała |              |                |                |                |             |             |        |        |        |         |        |        |        |        |        |        |        |        |        |        |        |        |        |        |        |        |